# هي جينغ
هي جينغ (بالصينية: 何静) هي راكبة الكنو صينية، ولدت في 10 أكتوبر 1983 في جينغدتشن في الصين.

## وصلات خارجية
- هي جينغ على موقع أوليمبيديا (الإنجليزية)
- هي جينغ على موقع اللجنة الأولمبية الصينية (الإنجليزية)